# Akanoid
Akanoid ist ein 1999 gegründetes, elektronisch basiertes Duo aus Nordrhein-Westfalen, Deutschland, das Stilelemente aus Elektro, House, Trance, Synthiepop sowie Indie-Rock und Alternative-Rock vereint.

## Geschichte
Akanoid wurde 1999 von Hilton Theissen und Uwe Lübbers als alternatives und stilistisch experimentierfreudiges Dance-Projekt gegründet. Theissen war früher Mitbegründer der Metalformation Dark Millennium sowie diverser Folgeprojekte. Die Gründung erfolgte in einem Appartement und späterem Studio über der Diskothek Die Grube in Winterberg-Siedlinghausen.
Nach der ersten Schallplattenveröffentlichung wurde Akanoid beim damaligen Kölner Label Insolation/Zoomia unter Vertrag genommen und Teil der internationalen Psychedelic-Trance-Szene. Sie veröffentlichten in den kommenden vier Jahren drei Singles, zwei Alben und eine „Best of“-Zusammenstellung, die im neugegründeten Elektrofish Studio in Eigenregie produziert wurden. Gleichzeitig kooperierten sie mit anderen Künstlern der Szene und Nebenprojekten wie Sphere (Insolation) und Spacefish (Spirit Zone). Die Live-Auftritte beschränkten sich auf die Psy-Trance- und Tech-House-Szene. Das Konzept des Acts setzte sich mit der dritten Langspielplatte Instant Summer fort und fand damit gleichzeitig seinen Höhepunkt.
Der Wunsch nach songorientierteren Strukturen mit häufigeren Gitarreneinsätzen und Schwerpunkt auf Hiltons Gesang mündeten in einen neuen Label-Vertrag mit Echozone aus Köln und dem Release des Albums Cocktail Pop sowie zwei Single-EPs (On Air Again und Usual Freak).
Für die Live-Umsetzung des neuen Konzeptes wurde die Band mit Phil Weyer (Gitarre und Hintergrundgesang) und Dirk Meyer-Berhorn (Schlagzeug) erweitert. Vor einer Tour als Vorband für De/Vision im Herbst 2007 stieg Lübbers kurzfristig aus und wurde kurzerhand durch Daggy Fischer ersetzt. Sie übernahm den Synthesizer und auch die zusätzliche Gesangsstimme. In dieser Besetzung bestritt Akanoid über das folgende Dreivierteljahr zahlreiche Einzelkonzerte, fand weitere Partner in der Buchungsagentur WOD und dem Verlag AMV Talpa. Die dritte Single EP Nexx wurde ausschließlich als Download veröffentlicht.
Im Juli 2008 ging Akanoid mit den Crüxshadows auf Tour und stellte die EP 100 Burning Guitars vor. Direkt nach der Tour fand ein weiterer Besetzungswechsel statt, mit dem Daggy Fischer (Tasten-Synthesizer) durch Gregor Matlok (Gitarrensynthesizer) ersetzt wurde.
Mit dem deutlich alternative-rock-lastigeren Album Civil Demon (Mai 2009) blickte die Band auf einen neuen Abschnitt ihrer stilistischen Entwicklung und ihrer Live-Performances. Auftritte waren unter anderem beim Advanced-Electronics-Festival in Berlin im Rahmen der Popkomm und auf dem Wave-Gothic-Treffen (WGT) 2009. Nach dem Bonus-online-release der EP EVO mit alternativen Versionen und Neuabmischungen der Civil Demon und der ersten neuen Online-Single You Never kehrte die Band zu ihrer zweiköpfigen Urbesetzung zurück.

## Diskografie
Alben
- 2000: Best Off (Album und 12″-EP als Schallplatte)
- 2002: Metamorphin (Album und 12″-EP als Schallplatte)
- 2003: Best’til Now
- 2004: Instant Summer
- 2007: Cocktail Pop
- 2009: Civil Demon
- 2015: NOI
- 2020: Plastic Tales

EPs
- 2006: On Air Again
- 2007: Usual Freak
- 2008: NEXX (Digital)
- 2008: 100 Burning Guitars
- 2011: EVO (Digital)
- 2012: You Never (Digital)
- 2016: Substance (Digital)

Kompilationen
- 1999: Psychedelic Demons (Insolation)
- 1999: Psychedelic Gate 1 (Insolation)
- 2000: Sun Tribe 1 (Zoomica)
- 2000: Guitars on Mushroom Vol.1 (Psysolation)
- 2000: Psychedelic Chillout 1 (Insolation)
- 2000: Club Bizarre 1 (Zoomica)
- 2001: Sun Tribe 2 (Zoomica)
- 2001: a tribute to Nine Inch Nails / Closer to the Spiral (Zoomica)
- 2001: Spirit of Ankh 1 (Psysolation)
- 2001: World of Synthpop 3 (Zoomshot)
- 2001: Strange Love 5 (Orkus Magazin)
- 2002: Psychedelic Chilling 2 (Insolation Chilling)
- 2002: Sun Tribe 3 (Zoomica)
- 2002: Insolation Single Assemblage 1 (Insolation)
- 2002: Psychedelic Demons Vol.3 (Insolation)
- 2002: Spirit of Ankh 2 (Psysolation)
- 2002: Psychedelic Gate 4 (Insolation)
- 2002: Psychedelic Home Listening 1 (Psysolation)
- 2003: Guitars on Mushroom Vol.3 (Psysolation)
- 2003: Selected Atmospheres (Mental Arts)
- 2003: PSY Volume 1 (Insolation)
- 2006: Mein Freund ist Sauerländer (Langstrumpf Records)
- 2007: Block 4 (Künstlerhaus BEM ADAM)
- 2010: Plasmatic Mutation (Echozone)
- 2010: Gothic Visions II (Echozone)
- 2011: Correlation (Echozone)
- 2011: Gothic Visions III (Echozone)
- 2011: Körperschall Remixed (Körperschall Records)
- 2013: Sunny Goldsmith – Dance Deluxe (Electro-Pop)
- 2013: Red Flags by Ghost & Writer (Dependent)

Videos
- 2007: On Air Again (Edit)
- 2007: E-Motion (Extended Version)
- 2008: Usual Freak (C4 Version Single Edit)
- 2008: Pain (Live)
- 2009: 100 Burning Guitars
- 2009: All the Noise (Live 2009)
- 2011: No Matter (Live Echozone festival 2010)
- 2013: Headradio
- 2015: This Night
- 2021: Caught in Sphere (Albracht & Wessel Remix)